# 田坂勝彦
田坂 勝彦（たさか かつひこ、1914年5月28日 - 1979年9月20日）は、日本の映画監督。広島県豊田郡沼田東村（三原市沼田東町）出身。兄は映画監督の田坂具隆。

## 経歴
尾道中学校（現広島県立尾道北高等学校）卒業後、百貨店勤務を経て、1937年に『明治一代女』のヒットで日活多摩川撮影所へ復帰した兄・具隆を追うように、日活京都撮影所監督部に入る。1942年に大映に移籍し、1952年に長谷川一夫主演の「勘太郎月夜唄」で監督デビュー。文芸作品を得意としていた兄とは違い、娯楽時代劇を多く撮った。
1964年の「夕日と拳銃」からテレビドラマの演出を手がけ、1965年に大映を退社。中小企業の経営の傍ら、1976年まで「銭形平次」「大岡越前」「水戸黄門」「伝七捕物帖（中村梅之助版）」など、テレビ時代劇の監督ローテーションに入っていた。

## 監督作品
- 1952.　勘太郎月夜唄
- 1952.　神州天馬峡 　吉川英治原作
- 1953.　浅間の鴉 　長谷川伸原作
- 1953.　関の弥太ッぺ 長谷川伸原作
- 1953.　花の喧嘩状
- 1954.　花の三度笠 　子母澤寛原作
- 1954.　恋慕笠 　創元プロ　長谷川伸原作
- 1954.　殴り込み孫悟空
- 1954　花の白虎隊
- 1955.　伊太郎獅子 子母澤寛原作
- 1955.　麝香屋敷 　吉川英治原作
- 1955.　つばくろ笠
- 1955　銭形平次捕物控　どくろ駕籠 　野村胡堂原作
- 1956.　花の渡り鳥 　川口松太郎原作
- 1956.　又四郎喧嘩旅 　山手樹一郎原作
- 1956. 柳生連也斎 秘伝月影抄 五味康祐原作
- 1956.　浅草の灯 　濱本浩原作
- 1956.　喧嘩鴛鴦（英語版）
- 1956.　花頭巾（英語版） 　村上元三原作
- 1956.　続花頭巾（英語版）
- 1957.　鼠小僧忍び込み控　子の刻参上
- 1957. 怪猫夜泣き沼（英語版）
- 1957.　森の石松
- 1957.　不知火頭巾 　陣出達朗原作
- 1958.　銭形平次捕物控　八人の花嫁
- 1958.　旅は気まぐれ風まかせ
- 1958.　口笛を吹く渡り鳥
- 1958.　東海道の野郎ども
- 1958.　血文字船
- 1959.　遊太郎巷談 　柴田錬三郎原作
- 1959.　講道館に陽は上る
- 1959.　鳴門の花嫁
- 1960.　風雲将棋谷 　角田喜久雄原作
- 1960.　紅蜥蝪
- 1961.　小次郎燕返し 　五味康祐原作
- 1961.　うっちゃり姫君
- 1961　美少年変化　竜の岬の決闘 　北村寿夫原作
- 1961　お馬は七十七万石
- 1961　いれずみ乳房
- 1962　怪談夜泣き燈籠